# Corazón clandestino
Corazón clandestino es un maxisencillo del músico argentino Fito Páez, editado en 1986.
Fue editado como maxi simple y casete, y es el único de la discografía de Fito Páez que jamás fue editado en CD. Por este motivo, es un álbum muy difícil de conseguir en la actualidad. Sin embargo, tres de los cuatro temas que contiene el disco aparecen en recopilaciones posteriores.
Corazón Clandestino fue grabado en Multi Estudio Río de Janeiro, en marzo de 1986. El trabajo cuenta con la participación de Caetano Veloso en la versión en portugués del tema La rumba del piano, que ya había sido editado en español en el disco Del 63.

## Lista de canciones
Todas las canciones escritas y compuestas por Fito Páez. 
| N.º | Título                                      | Duración |  |
| 1.  | «Corazón Clandestino»                       | 2:54     |  |
| 2.  | «Rumba do Piano» (A dúo con Caetano Veloso) | 5:25     |  |
| 3.  | «Nunca Podrás Sacarme Mi Amor»              | 3:38     |  |
| 4.  | «Corazón Clandestino» (Versión Maxi)        | 4:20     |  |

### Músicos
- Fabián Gallardo: Guitarra
- Fabián Llonch: Bajo
- Daniel Wirtz: Batería
- Tweety González y Fito Páez: Teclados

### Ficha técnica
- Producción de estudio: Tweety González - Fito Páez - Mariano López
- Técnico de grabación: Mariano López